# بطولة الأمم الست 2003
بطولة الأمم الستة 2003 (بالإيطالية: Sei Nazioni 2003)‏ هو الموسم 109 من  بطولة الأمم الستة. أقيم خلال الفترة 15 فبراير 2003 وحتى 30 مارس 2003، وكان عدد الأندية المشاركة فيه  6، وفاز فيه منتخب إنجلترا الوطني لاتحاد الرغبي.